# Otocrania imperialis
Otocrania imperialis är en insektsart som först beskrevs av Ludwig Redtenbacher 1908.  Otocrania imperialis ingår i släktet Otocrania och familjen Phasmatidae. Inga underarter finns listade i Catalogue of Life.